# 판찰라
판찰라(산스크리트어: पांचाल)는 북인도의 고대 왕국으로 갠지스 상류 평원의 갠지스-야무나 도압에 위치해 있다. 후기 베다 시대(기원전 1100~500년경)에 이곳은 고대 인도에서 가장 강력한 국가 중 하나였으며 쿠루 왕국과 긴밀한 동맹을 맺었다. 기원전 5세기에는 인도 아대륙의 십육대국 중 하나로 간주되는 과두정치 연합이 되었다. 마우리아 제국(기원전 322~185년)에 흡수된 후 판찰라는 독립을 되찾았고 4세기에 굽타 제국에 합병되었다.

## 위치
판찰라는 곰티강 서쪽과 참발강 북쪽에 위치했다. 서쪽 이웃은 수라세나족과 야클로마족이었으며, 북서쪽은 울창한 숲에 의해 갠지스강 및 쿠루족과 분리되었다. 판찰라의 북쪽 경계는 갠지스의 원천 지역 주변의 숲이었다. 판찰라의 영토는 오늘날 우타르프라데시주의 바레일리구, 부다운구 및 파루카바드구와 로힐칸드의 인근 지역 및 중앙 갠지스-야무나 도압에 해당한다.

## 역사
판찰라는 여러 부족들이 연합하여 형성되었다고 믿어진다. 샤타파타 브라마나는 판찰라가 인더스 강둑에 살았던 크리비족의 후기 이름이라고 주장한다. 후기 베다 문학은 쿠루족의 가까운 동료를 설명하기 위해 판찰라라는 용어를 사용한다. 마하바라타에서는 '사란자야족'을 판찰라족의 하위 부족 또는 가족으로 언급하며 때때로 용어를 상호 교환적으로 사용하지만 일부 장소에서는 별도로 사용하기도 한다. 마하바라타에서는 판찰라가 아히차트라를 수도로 둔 북판찰라와 캄필리야를 수도로 둔 남판찰라로 분할되었다고 언급한다.
정치학자 수다마 미스라에 따르면 판찰라의 이름은 5개(판차)의 부족(자나)의 융합임을 암시한다. HC 라이차우두리는 이 5개의 씨족이 크리비족, 투르바사족, 케신족, 스린자야족, 소마카족이라는 이론을 세웠다. 이 씨족들은 베다에 언급된 하나 이상의 군주와 관련이 있는 것으로 알려져 있는데, 크리비족은 크라비야 판찰라, 투르바사족은 소나 사트라사하, 케신족은 케신 달비야, 스린지야족은 사하데바 사른자야, 소마카족은 소마카 사하데비야와 연관되어 있으며, 마지막 두 씨족인 소마카족과 스린자야족의 이름은 마하바라타와 푸라나에도 언급되어 있다.
드라우파디의 아버지인 드루파다 왕은 소마카족에 속했다. 그러나 마하바라타와 푸라나는 디보다사, 수다스, 스린자야, 소마카 및 드루파다를 가장 주목할만한 통치자로 식별하며 북판찰라의 지배층 씨족을 바라타족의 분파로 간주한다. 드라우파디와 판다바 왕자 비마의 아들인 수타소마가 쿠루크셰트라 전쟁 동안 소마카족의 왕이었다는 것도 마하바라타에서 언급된다.
판찰라 왕국은 쿠루 왕국이 비베다계 부족인 살바족에게 패배하여 쇠퇴한 후 가장 높은 명성을 얻었다. 판찰라의 왕인 케신 달비야(대략 기원전 900년에서 750년 사이)는 후계자 없이 죽은 쿠루 왕의 조카였다. 이후 케신은 리더십을 이어받아 그의 왕국을 베다 전통의 새로운 정치 및 문화 중심지로 세우고 베다 전통의 지속을 보장했다. 그의 왕조는 여러 세대 동안 권력을 유지했다. 그의 후기 후계자 중 한 명은 철학자이자 왕인 프라바하나 자이발리로, 그는 비데하의 자나카 왕과 철학자 웃달라카 아루니 및 스베타케투(기원전 8-7세기)와 동시대 사람이었다.
기원전 500년경에 판찰라는 군주정에서 공화정으로 전환한 것으로 보인다. 불교 경전 앙굿따라 니까야는 판찰라를 십육대국 중 하나로 언급한다. 기원전 4세기 문헌인 아르타샤스트라 또한 판찰라가 라자샤브도파지빈(대집정관) 헌법을 따르는 것으로 나와있다. 판찰라는 기원전 4세기 중반에 마하파드마 난다가 다스리던 마가다 제국에 합병되었다.
화폐학적 증거는 마우리아 시대 이후 판찰라의 독립적인 통치자들의 존재를 드러낸다. 그들에 의해 발행되는 대부분의 동전은 아히차트라 및 인접 지역에서 발견된다. 모든 동전은 둥글고 구리 합금으로 만들어졌으며 앞면에 세트 패턴이 있다. 세 개의 기호 행과 그 아래 한 줄에 통치자의 이름이 써있는 사각형 펀치가 깊게 새겨져 있다.. 뒷면에는 발행인 이름의 구성 요소를 형성하는 신 또는 때때로 신의 속성에 대한 묘사가 있다(예: 아그니미트라의 동전에는 아그니의 묘사가 있음). 이 동전에서 발견된 통치자의 이름은 방가팔라, 야즈냐팔라, 다마굽타, 루드라굽타, 자야굽타, 수리야미트라, 팔구니미트라, 바누미트라, 부미미트라, 드루바미트라, 아그니미트라, 인드라미트라, 비슈누미트라, 자야미트라, 프라자파티미트라, 바루나미트라, 아나미트라, 브라드라고샤이며 바루나미트라, 유가세나 및 아나미트라의 주화에는 어떤 신도 묘사하지 않았다. 바이데히푸트라 아샤다세나가 그의 파보사 비문에서 그의 할아버지로 언급한 아히차트라의 통치자 샤우나카야니푸트라 방가팔라는 그의 동전에서 알려진 방가팔라 왕과 동일시된다. 다마굽타의 이름은 점토 봉인에서도 발견된다.
아히차트라의 마지막 독립 통치자는 아츄타로 사무드라굽타에 의해 패배했으며 그 후 판찰라는 굽타 제국에 합병되었다. 아히차트라에서 발견된 아츄타의 동전은 뒷면에 8개의 바퀴살이 있고 앞면에 아츄타 명각이 있다.

판찰라 동전
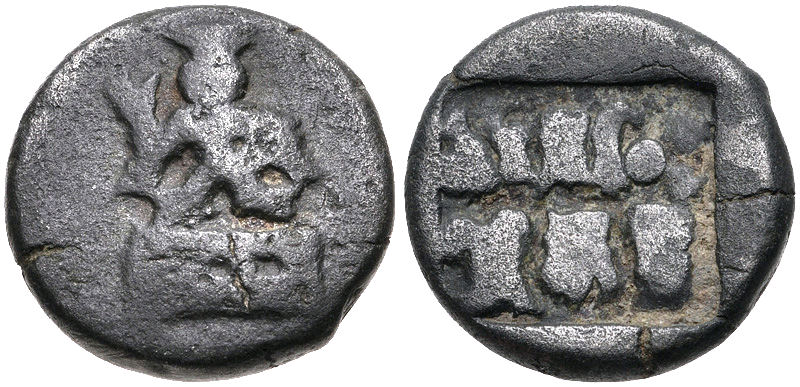
아히차트라의 판찰라족 동전(기원전 75-50년). . 앞면: 인드라가 두 갈래로 갈라진 물체를 들고 받침대에 마주 앉아 앉아 있다. 뒷면: 브라흐마 문자로 이드라미트라사라고 쓰여져 있다.
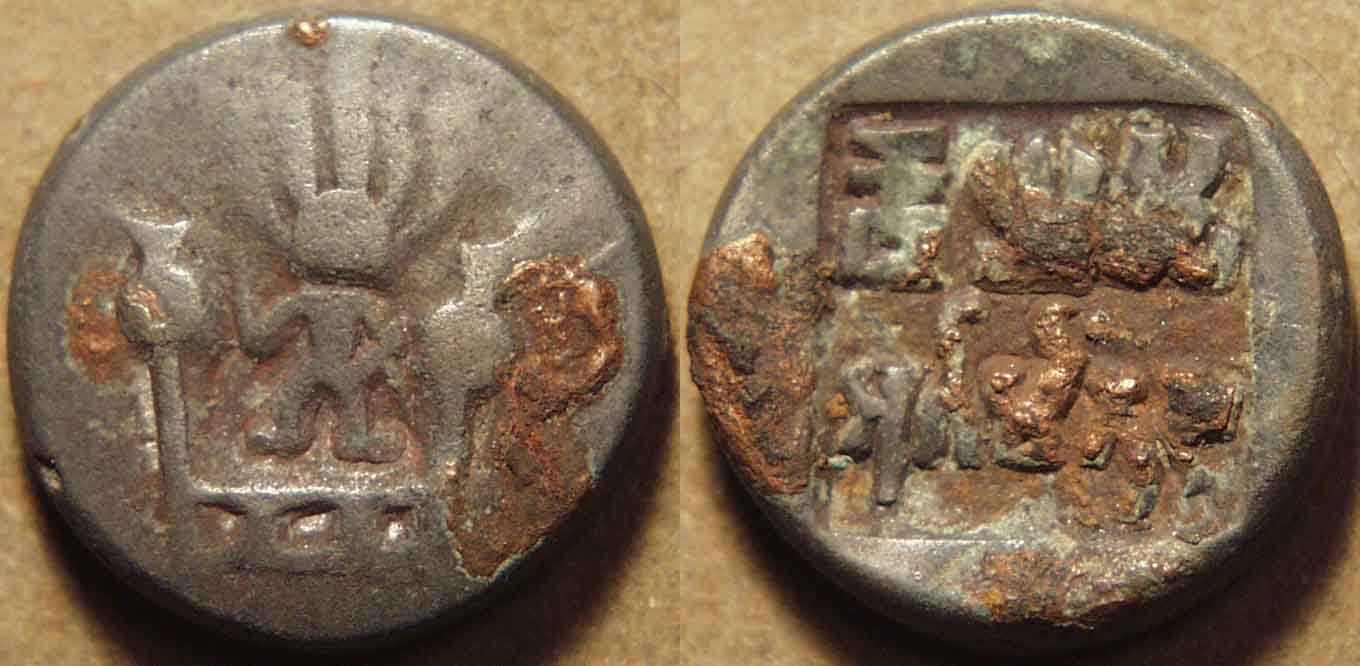
앞면에는 불타는 머리카락을 가진 아그니의 모습이 그려져 있으며 뒷면에는 판찰라 통치자들의 세 왕조 상징과 왕의 이름을 짓는 명각이 그려져 있다: 아기미타사.
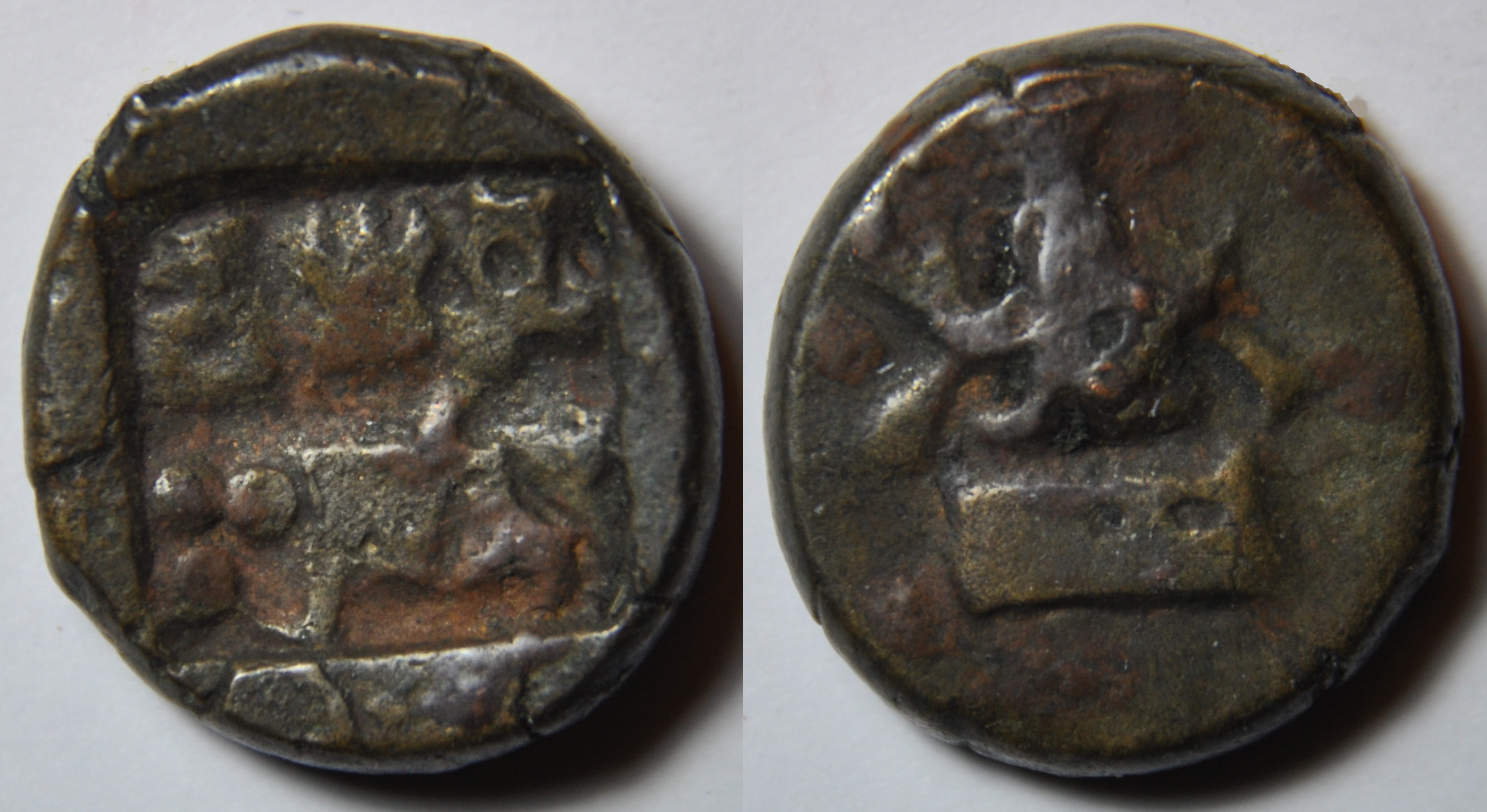
판찰라 인드라미트라 왕(기원전 75-50년경?)의 2분의 1 카르샤파나 청동 화폐.
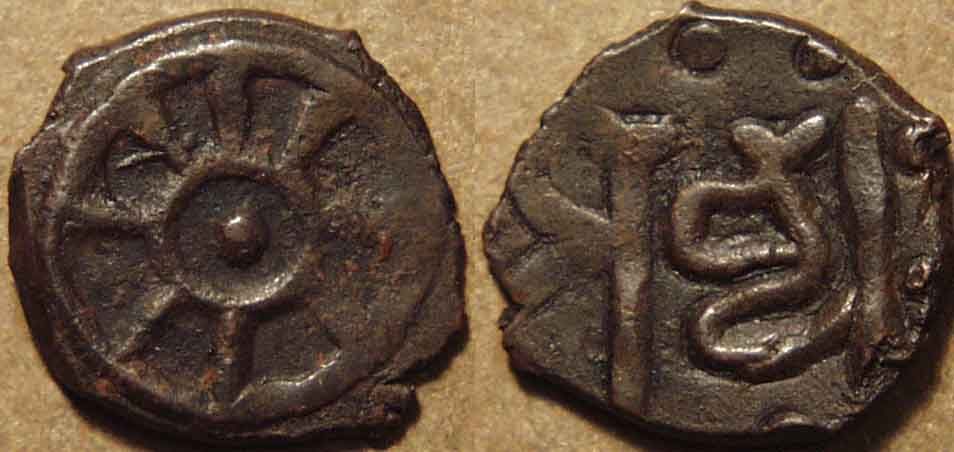
마지막 판찰라 왕 아츄타의 동전.

## 마하바라타
판찰라의 왕 드루파다는 판다바와 결혼한 서사시의 여주인공 드라우파디의 아버지였다. 그는 하스티나푸라에서 진행된 주사위 게임에서 진 대가로 13년간 추방당한 판다바들을 도왔고 쿠루크셰트라 전쟁에서 판다바 편에서 싸웠다. 그는 전쟁 중에 악샤우히니 3부대를 판다바에게 주었다.

## 같이 보기
- 베다 시대
- 마하바라타
- 인도의 역사
- 힌두교의 역사
- 쿠루 왕국